# Varroniano
Flavio Varroniano (latino: Flavius Varronianus; fl. 363-364) è stato un nobile romano, figlio dell'imperatore Gioviano.

## Biografia
Varroniano nacque nel 363, l'anno della morte dell'omonimo nonno paterno, che era stato comes in Pannonia.
Quando Gioviano, eletto imperatore dall'esercito a seguito della morte di Giuliano, si mosse dall'Oriente verso l'Occidente, giunse ad Ancyra, dove, il 1º gennaio 364, assunse il consolato per l'anno appena iniziato assieme al figlio neonato, che ricevette il titolo di nobilissimus puer. L'elevazione di un neonato a console fu forse dovuta alla volontà di far avverare una profezia, secondo la quale Varroniano padre avrebbe sognato di divenire console dopo l'elevazione ad imperatore del figlio.
Dopo la morte di Gioviano, Varroniano venne accecato ad un occhio.
L'arcivescovo Giovanni Crisostomo scrisse una lettera ad una giovane vedova, dalla quale è noto che la madre di Varroniano era intorno al 380 ancora viva, e temeva per la sorte del figlio, forse Varroniano.